# Exocentrus pilosicornis
Exocentrus pilosicornis är en skalbaggsart som beskrevs av Fisher 1932. Exocentrus pilosicornis ingår i släktet Exocentrus och familjen långhorningar. Inga underarter finns listade i Catalogue of Life.